# Імператор Сандзьо
Імператор Сандзьо́ (яп. 三条天皇, さんじょうてんのう, сандзьо тенно; 5 лютого 976 — 5 червня 1017) — 67-й Імператор Японії, синтоїстське божество. Роки правління: 16 липня 1011 — 10 березня 1016.
Другий син імператора Рейдзея. Його матір'ю була Фудзівара но Тосі, донька Фудзівара но Канеіє. Замолоду звався принц Окісада. 986 року призначено спадкоємцем трону, отрмиавши прізвисько Сакаса-но моке-но кімі (імператорський спадкоємець навпаки).
1011 року після зречення імператора Ітідзьо зійшов на трон. Фактичну владу зберігав Фудзівара но Мітінаґа. Невдовзі під впливом останнього принца Ацунарі було призначено спадкоємцем трону, скасувавши рішення попереднього імператора, що Сандзьо повинен був спадкувати принц Ацуакіра.
У свою чергу імператор багато уваги приділяв релігійним церемоніям, полюванню, стрільбі з лука та літературі. 1013 року започаткував імператорське паломництво до святилища Івасімідзу-Хатіман. 12 березня 1014 року імператорський палац знищено вогнем. 1015 року палац було відновлено, але він через 2 місяці знову згорів.
1016 року після суттєвого погіршення зору імператор за наполяганням Фудзівара но Мітінаґи зрікся трону, який перейшов до принца Ацунарі, що став відомий як імператор Ґо-Ітідзьо. 1017 року Сандзьо стає буддійським ченцем, але того ж року помер.